# Hipocorístico
Hipocorístico (do grego antigo ὑποκοριστικός, derivado de ὑποκορίζομαι que significa "chamar com voz suave") é uma palavra cuja formação fonética tem o objetivo de suavizar ou atenuar o som da palavra de que se origina.
Um hipocorístico pode ser também uma palavra derivada de um nome próprio, adotada com propósitos de diferenciação por intimidade, geralmente utilizado por parentes ou amigos. Consiste na forma reduzida do nome por apócope ou aférese.
Exemplos de hipocorísticos: "Zé", "Zezé", "Lulu", "Papá" e "Mano".

## Ligação externa
- «Hipocorístico - Dicionário Online de Português»